# Siete Aguas (kommunhuvudort)
Siete Aguas är en kommunhuvudort i Spanien.   Den ligger i provinsen Província de València och regionen Valencia, i den östra delen av landet, 260 km öster om huvudstaden Madrid. Siete Aguas ligger 689 meter över havet och antalet invånare är 1 232.
Terrängen runt Siete Aguas är lite kuperad. Runt Siete Aguas är det ganska tätbefolkat, med 78 invånare per kvadratkilometer. Närmaste större samhälle är Buñol, 12,7 km öster om Siete Aguas. 